# Stazione di Sangiano
La stazione di Sangiano è una fermata ferroviaria posta sulla linea Luino-Milano, nel comune di Sangiano.

## Storia
La fermata fu aperta nel 1884.
La fermata è abbastanza utilizzata soprattutto in mattinata da pendolari diretti a Milano e da studenti della zona diretti alle scuole superiori di Luino.

## Strutture e impianti
La fermata dispone di un unico binario passante, servito da banchina, è presente un piccolo fabbricato viaggiatori munito di sala d'aspetto e da un altro piccolo stabile nel quale si trovano i servizi igienici.

## Movimento
La fermata è servita da treni della linea S30 della rete celere del Canton Ticino, eserciti da TiLo a frequenza bioraria, intercalati da treni regionali Gallarate-Luino di Trenord, anch'essi a frequenza bioraria, per una frequenza complessiva di un treno ogni ora per direzione.

## Servizi
È gestita da Rete Ferroviaria Italiana che ai fini commerciali classifica l'impianto in categoria Bronze, dispone di:
- Sala d'attesa
- Accessibilità per portatori di handicap
- Parcheggio